# Bathypanoploea australis
Bathypanoploea australis är en kräftdjursart som först beskrevs av Charles Chilton 1912.  Bathypanoploea australis ingår i släktet Bathypanoploea och familjen Stilipedidae. Inga underarter finns listade i Catalogue of Life.